# Великий Бак Ховард
«Великий Бак Хо́вард» (англ. The Great Buck Howard) — американский комедийный кинофильм режиссёра Шона Макгинли, премьера которого состоялась 18 января 2008 года.

## Сюжет
В «Великом Баке Говарде» герой загорается желанием стать дорожным менеджером, тем самым провоцируя размолвку с собственным родителем, оказавшимся не в восторге от новой профессии отпрыска.

## В ролях
| Актёр              | Роль               |
| ------------------ | ------------------ |
| Колин Хэнкс        | Трой Гейбл         |
| Эмили Блант        | Валери Брэннен     |
| Гриффин Данн       | Джонатан Файнерман |
| Патрик Фишлер      | Майкл Перри        |
| Мэттью Грей Гублер | Рассел             |
| Том Хэнкс          | Мистер Гейбл       |
| Джон Малкович      | Бак Ховард         |
| Адам Скотт         | Алан Беркман       |
| Стив Зан           | Кенни              |
| Уоллес Лэнгэм      | Дэн Грин           |
| Том Арнольд        | камео              |
| Конан О’Брайен     | камео              |